# Juan Vida
Juan Vida Arredondo (Granada, 13 de enero de 1955) es un pintor y diseñador gráfico español. Su obra, de carácter narrativo y simbólico, ha estado vinculada a la escena artística y literaria granadina desde los años 70, destacando por su capacidad para integrar elementos figurativos y abstractos con una fuerte carga autobiográfica. Ha sido nombrado Hijo Predilecto de la Provincia de Granada en 2022. 

## Biografía
Juan Vida nace en Granada en 1955 en el seno de una familia numerosa, siendo el menor de cinco hermanos. Desde temprana edad muestra un talento innato para el dibujo y la pintura, debutando a los 13 años con su primera exposición individual en el Centro Artístico y Literario de Granada. Poco después, y con el apoyo del poeta Juan de Loxa, expone en San Fernando (Cádiz).

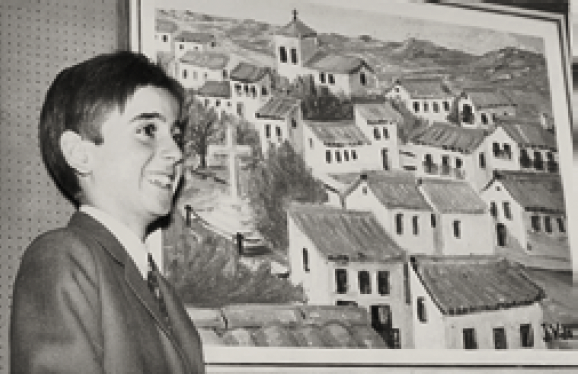
Juan Vida junto a uno de sus cuadros en la exposición del Centro Artístico de Granada 1968.

Durante los años 70 estudia Historia del arte en la Facultad de Filosofía y Letras de la Universidad de Granada, donde entra en contacto con el ambiente vanguardista de la ciudad. Participa activamente en tertulias con escritores como Javier Egea, Luis García Montero, Ángeles Mora, Justo Navarro, José Carlos Rosales o Antonio Muñoz Molina, entre otros intelectuales de momento. Con ellos mantendrá una estrecha relación profesional y personal a lo largo de su trayectoria. 
Desde 1987 hasta 2007 trabaja con la Galería Almirante de Madrid, uno de los espacios de arte contemporáneo del país, representante de figuras como Juan Genovés, Eduardo Arroyo o Eduardo Úrculo. A la par, Juan Vida participa en numerosas exposiciones individuales y colectivas, labrándose una dilatada y sólida carrera artística, reconocida con su primera exposición retrospectiva en el Museo Gustavo de Maeztu de Estella (Navarra) en 1999.
En 2001 es nombrado Académico Numerario de la Real Academia de Bellas Artes de Nuestra Señora de las Angustias de Granada, donde presenta un discurso de ingreso en el que repasa su trayectoria vital y estética. 
Uno de los hitos más significativos en su vida personal es la adopción de su hija Julia Shan, que marca una nueva etapa en su pintura, reflejada en series como Un cuento chino. En 2022 es reconocido como Hijo Predilecto de la Provincia de Granada.

## Trayectoria artística

### Del realismo social a la abstracción expresionista

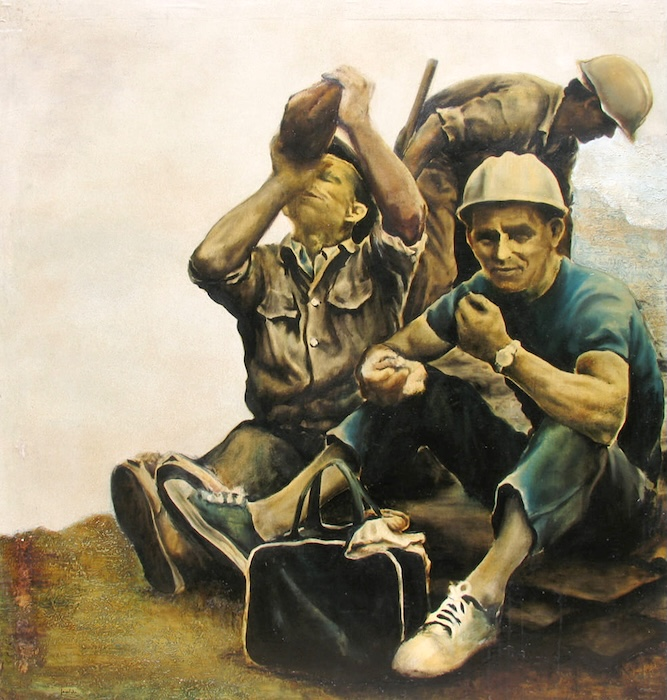
28 de abril de 1977. Legalización de las centrales sindicales. Lienzo perteneciente a Obra fechada

Sus primeras obras están marcadas por la crítica social y el compromiso político, fruto del ambiente intelectual y vanguardista que frecuenta en su juventud. Un ejemplo destacado es la exposición Obra fechada (1978), celebrada en la librería Teoría de Granada, de marcado contenido realista y social.
Durante los años 80, su pintura evoluciona hacia un lenguaje más abstracto y expresivo. Abandonando la figuración para centrarse en «la pintura en su eterno ensimismamiento», influido por referentes como Robert Motherwell, Mark Rothko, Franz Kline y, especialmente, José Guerrero. Esta etapa culmina con su única exposición plenamente abstracta, Romper el cerco (1981), presentada en la Galería Avellano de Granada.

### Regreso al realismo narrativo

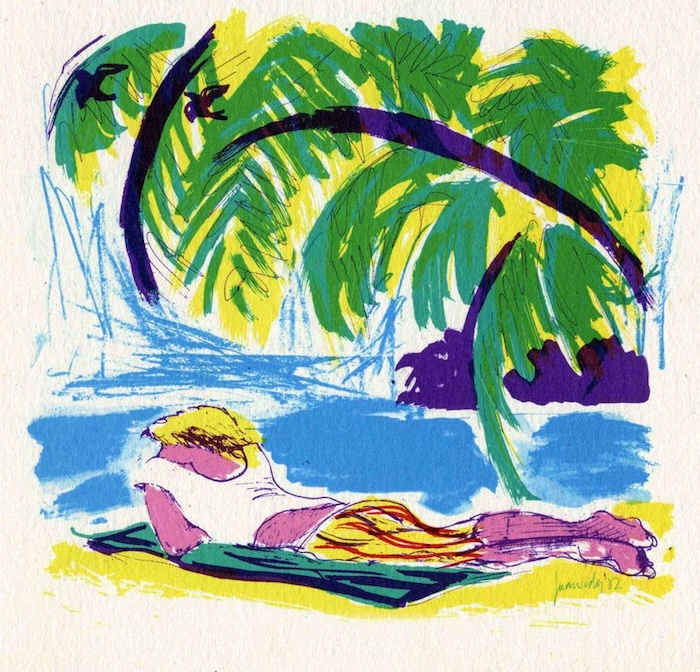
Dibujo para el cartel de la exposición Iré a Santiago, 1982.

No obstante, «las formas que eran abstractas se empeñan en ser cuerpos, mares, palmeras», como afirma el propio artista en su discurso de ingreso en la Real Academia de Bellas Artes de Granada.  Así, regresa a la figuración con obras como Marie Galante (1982), de claras resonancias caribeñas y con la que consigue el primer premio del Certamen Ciudad de Granada. Ese mismo año presenta Iré a Santiago (1982), donde exhibe la misma vitalidad cromática, dejando entrever referencias lejanas a Willem de Kooning, David Hockney o Henri Matisse.
En obras posteriores, su estilo sufre una nueva transformación, un giro más matérico y complejo, caracterizado por la aparición de figuras —nadadores, músicos de jazz, fábricas, futbolistas, automóviles— que emergen de una agitada masa de color, en un estilo gestual y expresivo. Este universo simbólico queda reflejado en la exposición Álbum (1987).

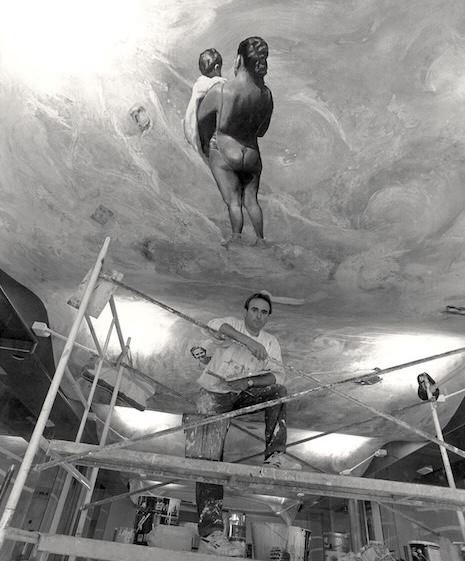
Juan Vida durante la realización del mural El río en 1994.

Ese mismo año, tras un viaje a Nueva York, donde entra en contacto con los grandes mitos de la pintura del siglo XX, su obra adquiere una mirada más irónica y paradójica, un enfoque más urbano y narrativo. El cambio de residencia en 1991 a las afueras de Granada marca también una nueva etapa en el pintor, reflejada en la serie Vida en el campo (1994), en la que conviven dos lenguajes plásticos: los fondos matéricos envolventes y las figuras tratadas con una mirada muy realista o fotorrealista. Este estilo lo empleará en la creación del mural  El río (1994), que originalmente cubría el techo del cine Aliatar y que hoy se conserva en el salón de actos del Complejo Administrativo Triunfo de la Universidad de Granada. 

### El lenguaje de la pintura
Granada, junto con otras ciudades como París u Oporto, proporciona al artista un excepcional «cuaderno de campo» donde continúa explorando las posibilidades expresivas del color y el lenguaje pictórico. Ejemplos de esta etapa son la serie de desnudos femeninos presentada en ARCO (1996), y la serie dedicada a la Alhambra (1997). También, entre 1998 y 1999 recibe el encargo de  realizar los retratos oficiales del rey Juan Carlos I, del poeta Federico García Lorca y el escritor Francisco Ayala.

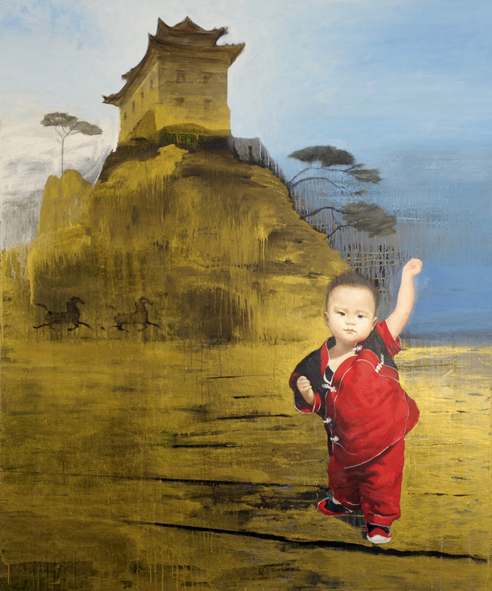
La gran muralla, perteneciente a la colección Un cuento chino, 2011

En exposiciones como Vida sobre ruedas (2000) o Naturaleza alrededor de una habitación (2000), Juan Vida continúa utilizando como base grandes superficies de color agitado, herederas del expresionismo abstracto, pero esta vez las figuras protagonistas no están recortadas, sino que forman parte orgánica de él. Un lenguaje que utiliza en el cuadro Orbis Pictus (2000), creado para el Parque de las Ciencias de Granada.
A partir de esta etapa, el componente autobiográfico cobra mayor peso, especialmente vinculado a la paternidad del pintor. Ciclos como Vida y milagros (2003), La estrella de Oriente (2005) o Un cuento chino (2011) reflejan una evolución desde el pesimismo inicial hacia una pintura más luminosa y esperanzadora, inspirada en la adopción de su hija Julia Shan.

### Un pintor literario
La crítica ha definido a Juan Vida como un «pintor literario». Desde sus inicios mantiene una estrecha relación con escritores, poetas e intelectuales con quienes comparte sensibilidad estética y compromiso cultural. Esta amistad propicia  numerosas colaboraciones interdisciplinares.

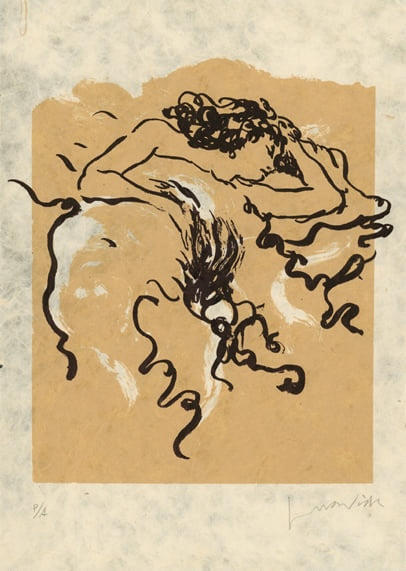
Mujer dormida, serigrafía del libro Elegías de Juan Vida y Luis García Montero.

Entre ellas destacan la carpeta de dibujos y sonetos Sombra de agua (1984), realizada con Javier Egea; la publicación del primer cuento de Muñoz Molina, Te golpearé sin cólera (1984), en el catálogo de Iré a Santiago; o el libro de coleccionista Elegías de Juan Vida y Luis García Montero (1999), ideado por Teresa Alberti. Esta colaboración entre pintura y literatura alcanza su punto álgido en la exposición Vida entre amigos (2022), una muestra integrada por obras pertenecientes a su círculo íntimo, y cuyo catálogo incluye textos de Miguel Ríos, Joaquín Sabina, Pere Rovira o de Almudena Grandes entre otros.  De esta última escritora y amiga realizó un retrato en 2022 para la galería de personas ilustres del Ateneo de Madrid.
Según sus propias palabras, Vida se define como «un pintor que tiene la necesidad de que su pintura cuente historias, pero siempre desde la propia pintura». Su obra, entre lo radicalmente pictórico y la memoria compartida, invita al espectador a una lectura simbólica de experiencias personales y colectivas.

### Diseñador gráfico

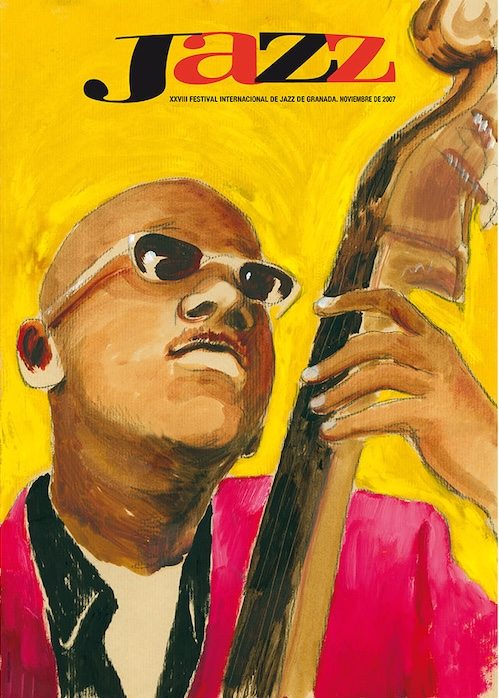
Cartel del Festival Internacioal de Jazz de Granada de 2007

Desde principios de los años 80, Juan Vida ha desarrollado una intensa labor como diseñador  gráfico, en paralelo a su carrera como pintor. En 1982 comienza a colaborar con el Festival Internacional de Jazz de Granada y, más tarde, con Jazz en la Costa Almuñécar, certámenes para los que diseña sus carteles durante décadas. Esta labor fue reconocida en 2016 con el premio del Festival Jazz en el Lago, por su contribución a la divulgación del jazz a través de la creación visual. 
Ha diseñado también carteles para el Festival Internacional de Poesía de Granada, así como ilustraciones para revistas, libros y discos, incluyendo trabajos para Muñoz Molina y Joaquín Sabina. Su trayectoria en este ámbito fue objeto de una exposición retrospectiva titulada Arte y oficio. Juan Vida: de las musas a la imprenta (2012), que reivindica el diseño gráfico como una forma de expresión artística en sí misma.
En esta línea se sitúa también la colección El cristal con que se mira (2013), serie de collages de estética pop y retrovintage que constituyen una amarga denuncia gráfica de la crisis económica y social.

## Obra
Su obra, que ha recibido numerosos premios y distinciones, ha participado en exposiciones tanto individuales como colectivas en Europa, Centro América y Estados Unidos. Está presente en colecciones privadas y en los siguientes museos y centros públicos:
Museo de Arte Contemporáneo de Sevilla.
Museo Nacional de Bellas Artes, La Habana (Cuba).
Museo de Bellas Artes de Granada.
Biblioteca Nacional. Madrid
Ayuntamiento de Granada.
Ayuntamiento de las Rozas. Madrid.
Ayuntamiento de Tías, Lanzarote.
Diputación Provincial de Granada.
CajaGranada, Granada.
Caja de Ahorros de Antequera. Málaga.
Caja de Ahorros de la Inmaculada. Zaragoza.
Fundación Caixa Galicia. Santiago de Compostela.
Universidad de Granada.
Complejo Administrativo Triunfo de la Universidad de Granada.  
Parque de la Ciencias. Granada.
Ayuntamiento de Niort. Francia
Fundación Rafael Botí. Córdoba.